# Arte en Italia

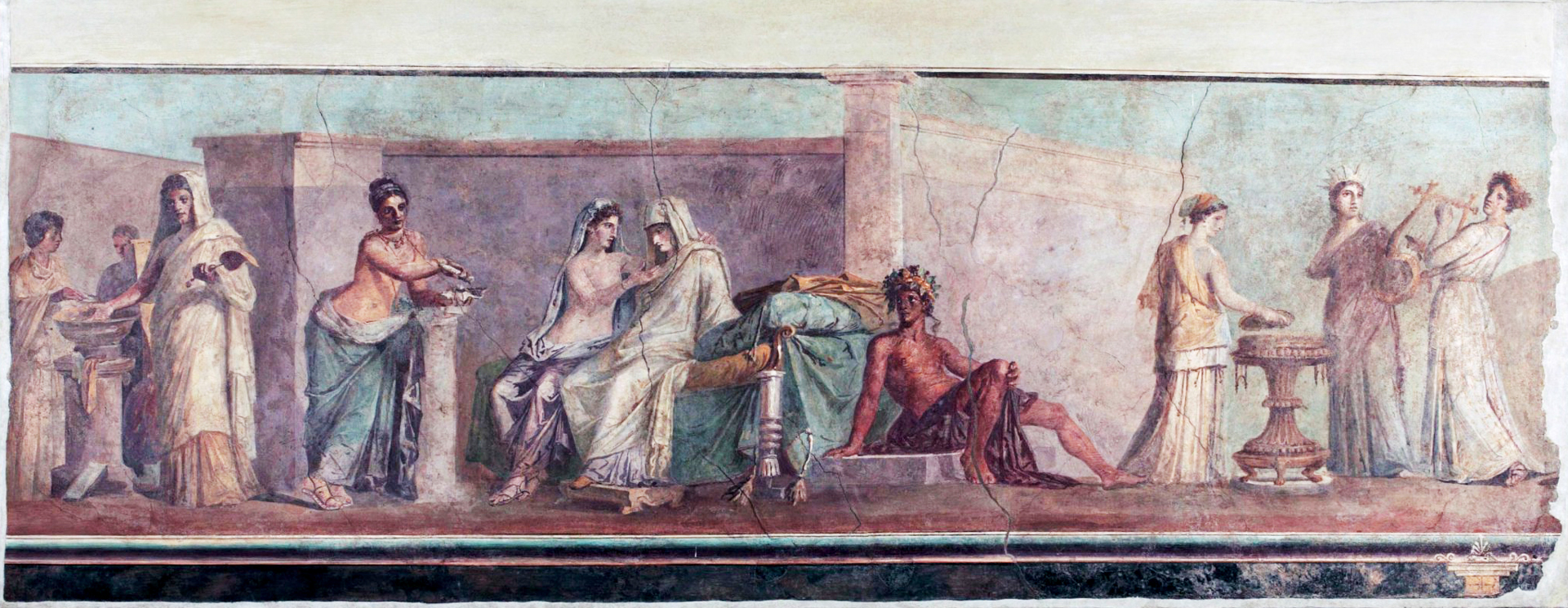
Bodas aldobrandinas

En Italia, el enfrentamiento y la convivencia con la antigüedad clásica, considerada como un legado nacional, proporcionó una amplia base para una evolución estilística homogénea y de validez general. Por ello, allí fue posible el surgimiento del arte renacentista, precediendo a todas las demás naciones. En Florencia el desarrollo de una rica burguesía contribuyó al despliegue de las fuerzas del Renacimiento. La ciudad se convirtió en el punto de partida del nuevo estilo, y surgieron, bajo la protección de los Médici, las primeras obras cuyo estilo se va a extender desde aquí primero al resto de Italia y poco tiempo después a gran parte de Europa.
Fuera de Italia la Antigüedad Clásica supondrá un caudal académico asimilable, y el desarrollo del Renacimiento dependerá constantemente de los impulsos marcados por Italia. Artistas importados desde Italia o formados allí, hacen el papel de verdaderos transmisores.

## Arte contemporáneo
La Bienal de Venecia y la Quadriennale de Roma son los escenarios más importantes del arte contemporáneo italiano. A esto hay que añadir la Trienal de Milán que propone institucionalmente un campo de acción más amplio al interactuar con la industria, el mundo de la producción y las artes aplicadas. Entre los artistas italianos de última generación, Umberto Pettinicchio, Maurizio Cattelan, Salvatore Garau, Michelangelo Pistoletto y Mimmo Paladino recibido reconocimiento internacional.

## Macchiaioli y Verismo
Uno de los primeros movimientos en superar el arte académico, volviéndose vanguardista fue el del Macchiaioli, con un uso revolucionario del color ("mancha"), que anticipó las novedades de los Impresionistas por unos pocos décadas. Exponentes importantes fueron Giovanni Fattori, Silvestro Lega, Telemaco Signorini, Giuseppe Abbati.
Verismo trajo temas populares y cotidianos al arte. Entre los otros autores Lorenzo Viani, Giuseppe Pellizza da Volpedo.
Pero fue entonces el Scapigliati milanés, y en particular el protagonista italiano del naturalismo Francesco Filippini, compañero investigador en oposición a Claude Monet, quien fundó el tardío impresionismo italiano.

## Disciplinas
- Arquitectura
- Cinematografía
- Escultura
- Historieta o cómic
- Pintura
- Música

- Datos: Q938616
- Multimedia: Art of Italy / Q938616